# Chen Lin (Leichtathletin)
Chen Lin (* 29. August 1991) ist eine ehemalige chinesische Sprinterin, die sich auf den 400-Meter-Lauf spezialisiert hat.

## Sportliche Laufbahn
Erste Erfahrungen bei internationalen Meisterschaften sammelte Chen Lin im Jahr 2008, als sie bei den Juniorenasienmeisterschaften in Jakarta in 53,68 s die Goldmedaille über 400 m gewann und auch mit der chinesischen 4-mal-400-Meter-Staffel in 3:39,67 min siegte. Im Jahr darauf gewann sie dann bei den Asienmeisterschaften in Guangzhou in 53,55 s die Silbermedaille hinter der Japanerin Asami Chiba und siegte mit der Staffel in 3:31,08 min gemeinsam mit Chen Yanmei, Tang Xiaoyin und Chen Jingwen. 2010 gewann sie bei den Juniorenasienmeisterschaften in Hanoi in 54,81 s die Silbermedaille und sicherte sich mit der 4--mal-100-Meter-Staffel in 45,87 s die Bronzemedaille. Anschließend nahm sie an den Asienspielen in Guangzhou teil und klassierte sich dort mit 53,82 s auf dem siebten Platz im Einzelbewerb und gewann in der 4-mal-400-Meter-Staffel in 3:30,89 min gemeinsam mit Zheng Zhihui, Tang Xiaoyin und Chen Jingwen die Bronzemedaille hinter den Teams aus Indien und Kasachstan. 2013 gewann sie bei den Asienmeisterschaften in Pune in 3:31,98 min gemeinsam mit Cheng Chong, Geng Qingyu und Zhao Yanmin die Silbermedaille hinter den Inderinnen. Kurz darauf beendete sie nach den Nationalen Spielen in Shenyang ihre aktive sportliche Karriere im Alter von 22 Jahren.

## Persönliche Bestzeiten
- 400 Meter: 52,96 s, 22. Oktober 2009 in Jinan
  - 400 Meter (Halle): 55,00 s, 27. Januar 2008 in Shanghai